# Ramon Dekkers
Ramon „The Diamond“ Dekkers (* 4. September 1969 in Breda; † 27. Februar 2013 ebenda) war ein niederländischer Thaiboxer und achtmaliger Muay-Thai-Weltmeister.
Er war der berühmteste ausländische Thaiboxer in Thailand in den 1990er-Jahren. Außerdem war er der erste Ausländer, der die Auszeichnung „Muay-Thai-Kämpfer des Jahres“ verliehen bekam.

## Leben

### Frühe Jahre
Ramon Dekkers begann im Alter von zwölf Jahren mit der Kampfkunst, als er für einige Monate Judo lernte. Danach boxte er ein Jahr lang, bevor er unter Cor Hemmers begann, Muay Thai zu trainieren. Er gewann seinen ersten Kampf im Alter von 16 Jahren mit einem spektakulären K. o. gegen einen älteren Kämpfer und bekam seinen ersten Titel im Alter von 18 Jahren, als er am 15. November 1987 die niederländische Meisterschaft gewann. Zu Beginn seiner Karriere war Clovis Depretz Dekkers Manager, der auch den berühmten Kickboxer Rob Kaman betreute.

### Aufstieg zum achtfachen Weltmeister
Dekkers gewann viele seiner darauf folgenden Kämpfe durch K. o. und erlangte acht Weltmeistertitel. Durch seine vielen Erfolge wurde er schon zu Lebzeiten eine Legende des Muay-Thai-Sports.

### Erster Abschied
Am Sonntag, dem 18. März 2001, bestritt Ramon Dekkers seinen Abschiedskampf gegen Marino de Florin in Rotterdam. Dekkers kontrollierte klar den Kampf und gewann in der vierten Runde durch K. o.
Im Ruhestand trainierte er seine beiden Teams, Team Dekkers und Team Golden Glory.

### Comeback
Im Jahre 2005 unterzeichnete Dekkers einen Vertrag mit K-1, wonach er nach MMA-Regeln gegen Genki Sudo antreten musste. Dekkers, der noch nie unter diesen Regeln kämpfte, hatte keine Chance und verlor durch Aufgabe.
Manager Bas Boon arrangierte noch einen Kampf unter den regulären K-1-Regeln. Dekkers kämpfte gegen den Amerikaner Duane Ludwig in einem Superkampf während des K-1 Max 2005 Events. Einige Tage vor dem Kampf verletzte sich Dekkers stark an der Schulter, sagte den Kampf jedoch nicht ab. Den ganzen Kampf hindurch boxte er fast nur mit seinem linken Arm, wodurch er keine Schlagkombinationen zeigen konnte. Trotzdem gewann er den Kampf durch Punkte, nachdem er Ludwig den ganzen Kampf hindurch dominierte.

### Ende der Karriere
Dekkers letzter Kampf fand während des K-1 Grand Prix 2006 Events am 13. Mai 2006 in den Niederlanden gegen Joerie Mes statt. Nachdem beide in der zweiten Runde einen Knockdown erzwingen konnten, gewann Mes den Kampf nach Punkten. Danach kündigte Dekkers seinen endgültigen Ruhestand an.

### Tod
Dekkers starb am 27. Februar 2013, nachdem er beim Radfahren in seiner Heimatstadt Breda zusammengebrochen war.